# Ізабелль Боері-Бегар
Ізабелль Боері-Бегар (7 липня 1960 , Париж ) — французька фехтувальниця на рапірах, олімпійська чемпіонка 1980 року.

## Виступи на Олімпіадах
| Олімпіада   | Дисципліна      | Місце |
| ----------- | --------------- | ----- |
| Москва 1980 | командна рапіра | 1     |